# 申基福
申 基福（シン・ギボク、朝鮮語: 신기복/申基福、1909年3月8日 - 1994年3月16日）は、日本統治時代の朝鮮の独立運動家、大韓民国の政治家。第5代韓国国会議員。

## 経歴
江原道金化郡（現・韓国側の鉄原郡金化邑邑内里）出身。五山高等普通学校卒。在学中の1930年1月に光州学生運動に同調して定州万歳運動を起こしたため、デモの主催者として逮捕され、同年3月に新義州地方法院で懲役8か月、執行猶予4年の刑を言い渡されて釈放された。光復後の1946年以降は在京金化郡民会会長を務め、1950年の収復後は金化郡民会臨時会長、金化郡治安隊長、独立労農党中央執行委員・常務委員、労農青年総連盟中央監察委員長、金化郡畜産同業組合長、金化中学校設立期成会長、民主党核心党部委員長・金化郡党委員長を務めた。1960年の第5代総選挙では民主党の候補として金化郡選挙区から当選し、国会国防委員を務めた。1994年死去。